# João VII, Conde de Nassau-Siegen
João VII & I (Dillenburg, 7 de junho de 1561 – Siegen, 27 de setembro de 1623) foi o Conde de Nassau-Siegen como João VII e Conde de Freudenberg como João I. Era o segundo filho de João VI, Conde de Nassau-Dillenburg, era também pai do célebre João Maurício de Nassau.

## Casamento e filhos
Ele foi casado duas vezes. Em primeiro lugar, casou-se em 9 de dezembro de 1581 com a Condessa Madalena de Waldeck, filha do Conde Felipe IV de Waldeck-Wildungen e Jutta de Isenburg. Eles tiveram os seguintes filhos:
- João Ernesto (21 de outubro de 1582 - 27 de setembro de 1617), um general do exército veneziano, envolvido na Guerra de Uskok
- Conde João VIII de Nassau e Siegen (29 de setembro de 1583 - 27 de julho de 1638)
- Isabel (8 de novembro de 1584 - 26 de julho de 1661), casou-se em 26 de julho de 1604 com o conde Cristiano de Waldeck
- Adolfo (8 de agosto de 1586 - 7 de novembro de 1608)
- Juliana (3 de setembro de 1587 - 15 de fevereiro de 1643), casada em 22 de maio de 1603 com Marquês Maurício de Hesse Cassel
- Ana Maria (3 de março de 1589 - 27 de fevereiro de 1620), casou-se em 3 de fevereiro de 1611 com o conde João Adolfo de Daun
- João Albrecht, nascido e falecido em 1590
- Conde Guilherme de Nassau e Hilchenbach (13 de agosto de 1592 - 18 de julho de 1642)
- Ana Joana (2 de março de 1594 - 7 de dezembro de 1636), casou-se em 14 de junho de 1619 João Wolfart von Brederode
- Frederico Luís (2 de fevereiro de 1595 - 22 de abril de 1600)
- Madalena (23 de fevereiro de 1596 - 6 de dezembro de 1662)

Em segundo lugar, casou-se em 27 de agosto de 1603 com a duquesa Margarida de Eslésvico-Holsácia-Sonderburgo, filha de João II, duque de Schleswig-Holstein-Sonderburg e, portanto, também neta de Cristiano III da Dinamarca. Eles tiveram os seguintes filhos:
- Príncipe João Maurício de Nassau (18 de junho de 1604 - 20 de dezembro de 1679)
- O Príncipe Jorge Frederico Luís (23 de fevereiro de 1606 - 2 de outubro de 1674) casou-se com Maurícia Leonor de Portugal, filha de Emília de Nassau que era filha de Guilherme, o Silencioso, e nora de António, Prior do Crato.
- Guilherme Oto (22 de junho de 1607 - 14 de agosto de 1641)
- Luisa Cristina (8 de outubro de 1608 - 19 de dezembro de 1678), casou-se em 4 de julho de 1627 com o marquês Filipe de Conflans
- Sofia Margarida (16 de abril de 1610 - maio de 1665), casada em 13 de janeiro de 1656 com o conde Jorge Ernesto de Limburg Stirum
- Henrique (9 de agosto de 1611 - 17 de novembro de 1652)
- Maria Juliana (14 de agosto de 1612 - 21 de janeiro de 1665), casada em 13 de dezembro de 1637 com o duque Francisco Henrique de Saxe-Lauenburg
- Amália (2 de setembro de 1613 - 24 de agosto de 1669), casada em 23 de abril de 1636 com Herman Wrangel; em 27 de março de 1649 com Cristiano Augusto, Conde Palatino de Sulzbach
- Bernardo (18 de novembro de 1614 - 6 de janeiro de 1617)
- Cristiano (16 de julho de 1616 - abril de 1644)
- Catarina (1 de agosto de 1617 - 21 de agosto de 1645)
- João Ernesto (8 de novembro de 1618 - 23 de novembro de 1639)
- Isabel Juliana (1 de maio de 1620 - 13 de maio de 1665), casada em 1647 com o conde Bernardo de Sayn-Wittgenstein

João VII e suas esposas estão enterrados na cripta real em Siegen. 